# EC Graz
Der EC Graz war eine österreichische Eishockeymannschaft aus Graz (Steiermark, Österreich). Aufgrund des Vereinslogos trug der Verein den Beinamen die Elefanten. Der Verein ging 1990 aus der Fusion von ATSE Graz und UEC Graz hervor und spielte ab der Saison 1990/91 als EC Graz ATSE in der österreichischen Bundesliga, wobei der Zusatz ATSE im folgenden Jahr weggelassen wurde.

## Geschichte
1988/89 wurde der ATSE Graz hinter dem KSV zweiter der Nationalliga und entschied sich für einen Aufstieg in die Bundesliga. In der gleichen Saison schaffte der 1985 gegründete UEC Graz den Aufstieg in die Nationalliga. Im April 1990 kam es zur Fusion der beiden Vereine zum EC Graz. Dabei wurde beschlossen, dass der Namenszusatz ATSE in der Saison 1990/91 vorübergehend noch geführt, aber künftig weggelassen werde. Die in der Nationalliga verbliebene Mannschaft (vormals UEC Graz) sollte als nicht aufstiegsberechtigter Filialklub geführt werden. Der Plan sah vor, dass der Eishockey-Meistertitel in zwei Jahren nach Graz gehen sollte.
Den sportlichen Höhepunkt erlebte die Mannschaft unter Präsident Hannes Kartnig, der durch seine hohen Investitionen einen hochkarätigen Kader zusammenstellte. Trotzdem konnte nie der Meistertitel errungen werden – es reichte zu drei Vizemeistertiteln in Folge in den Spielzeiten 1991/92, 1992/93 (unter Trainer Mike Daski) und 1993/94. In der Alpenliga konnte 1993/94 der dritte Platz erreicht werden.
Nach finanziellen Schwierigkeiten und dem Abgang von Hannes Kartnig nach der Saison 1995/96 folgte Heinz Rothe als Obmann. Nach der Saison 1997/98 wurde der EC Graz aber endgültig stillgelegt.
Für die Saison 1998/99 wurde der EHC Graz als eigenständiger und schuldenfreier Nachfolgeklub mit Helmut Bocskay als Präsident und Heinz Rothe als Vizepräsident neu gegründet. Der Verein ging noch im Dezember 1998 mit enormer Verschuldung in Konkurs und musste den Spielbetrieb in der Alpenliga einstellen.
Die Rettung des Eishockeysports in Graz stellte die Gründung der Graz 99ers durch Jochen Pildner-Steinburg dar. Pildner-Steinburg, selbst ehemaliger Eishockeyspieler beim Grazer AK, war schon zuvor oft als Geldgeber in Erscheinung getreten und hatte mit seiner Firma (GAW) den EC Graz gefördert.

## Bekannte ehemalige Spieler
- Brian Stankiewicz  (G)
- Neil Belland  (D)
- Werner Kerth  (F)
- Kent Nilsson  (F)
- Peter Znenahlik  (F)
- Michael Güntner  (D)
- Don Nachbaur  (F)
- Jan Viktorson  (F)
- Brent Gretzky  (F)
- Bill Gardner  (F)
- Wayne Groulx  (F)
- Robin Doyle  (D)